# Dionizy I (patriarcha Konstantynopola)
Dionizy I, gr. Διονύσιος (zm. 1492) – ekumeniczny patriarcha Konstantynopola w latach 1466–1471 i 1488–1490.

## Życiorys
Urodził się na Peloponezie, był uczniem Marka z Efezu. Po upadku Konstantynopola w 1453 przebywał krótko w niewoli tureckiej. Pierwszy raz patriarchą został po obaleniu Symeona I z Trapezuntu, który był na krótko na tym urzędzie za łapówkę 2000 sztuk złota z inicjatywy Jerzego Amirutzesa. Po kilku latach został odsunięty od władzy. Ponownie patriarchą Konstantynopola został w 1488 i funkcję sprawował do końca 1490 r.